# Little Big Shots
Little Big Shots (Brasil: Pequenos que Brilham ) é uma série de televisão de variedades americana. Co-criado e produzido por Steve Harvey e Ellen DeGeneres, com Harvey servindo como apresentador, a série apresenta crianças demonstrando talentos e conversando com Harvey. A série foi encomendada pela NBC em maio de 2015 para uma primeira temporada de oito episódios, que estreou em 8 de março de 2016.
Em 14 de março de 2016, a NBC renovou a série para uma segunda temporada, que estreou em 5 de março de 2017. A série já foi renovada para a terceira temporada, que estreou em 18 de março de 2018.
No Brasil a série estreou no Discovery Kids com o título Pequenos que Brilham no dia 30 de junho de 2018.

## Forever Young
Em setembro de 2016, a NBC encomendou um spin-off com foco em idosos, Little Big Shots: Forever Young, que estreou em 21 de junho de 2017 e foi ao ar com 6 episódios.